# Greenwich Park
Greenwich Park is een van de acht Koninklijke Parken van Londen. Het bestaat uit een gebied van ongeveer 74 hectares en was voor de ontsluiting door Hendrik VI in 1433 een hertenkamp.
Net noordelijk van het park liggen het National Maritime Museum en Queen's House. Midden in het park ligt de sterrenwacht Royal Observatory, dwars onder de meridiaan van Greenwich. Aan de westrand ligt Ranger's House, uitkijkend op de weiden van Blackheath.
Het park ligt op een heuvelrand. Het noordelijke deel richting de Theems ligt laag, naar het zuiden toe stijgt het landschap om uiteindelijk deel uit te maken van het plateau van Blackheath. De sterrenwacht ligt op de top van de heuvel; op een ernaast gelegen pleintje staat het standbeeld van generaal James Wolfe van waar het voormalige Greenwich Hospital, tegenwoordig gekend als het Old Royal Naval College zichtbaar zijn, en over de Theems is Canary Wharf, naar het noordwesten de City of London en in het noorden The O2 zichtbaar. Naast de sterrenwacht ligt een afgeschermd deel van het park dat als picknickplek en als podium voor toneel gebruikt wordt.
In het lage gedeelte van het park bevinden zich een populaire speeltuin, een kruidentuin en een meertje waarop gevaren kan worden; dit alles nabij het station Maze Hill. Op het hogere deel liggen een bloementuin waaronder een groot rozenperk, een cricketveld, tennisbanen, een muziektent, Romeinse resten, een oude eik (Queen's Oak, verwijzend naar Elizabeth I) en een met een hek omsloten deel waarin sommige herten rondlopen.
Het park is doorgaans niet toegankelijk voor gemotoriseerd verkeer; enkel tijdens spitsuren gedurende de week wordt de weg tussen Greenwich en Blackheath tijdelijk opengesteld.
Tijdens de Olympische Spelen van 2012 zijn de paardensportwedstrijden in het park gehouden en de moderne vijfkamp. In 2006 was het de startplaats van de wielerronde Ronde van Groot-Brittannië.